# Olga Jelínková
Olga Jelínková (* 1978) je česká operní pěvkyně-sopranistka.

## Životopis

### Studium
Již v dětském věku se věnovala hře na housle. Studovala zpěv na Pražské konzervatoři u prof. Antonie Denygrové (2002) a následně na Hudební fakultě Akademie múzických umění v Praze u Miloslava Podskalského (absolvovala v roce 2009). Účastnila se také řady interpretačních a mistrovských kurzů, např. u Richarda Sigmunda v Meranu (Itálie), u Teresy Berganzy v Santanderu (Španělsko), u Petera Dvorského a Gabriely Beňačkové v České republice.

### Profesní kariéra – opera

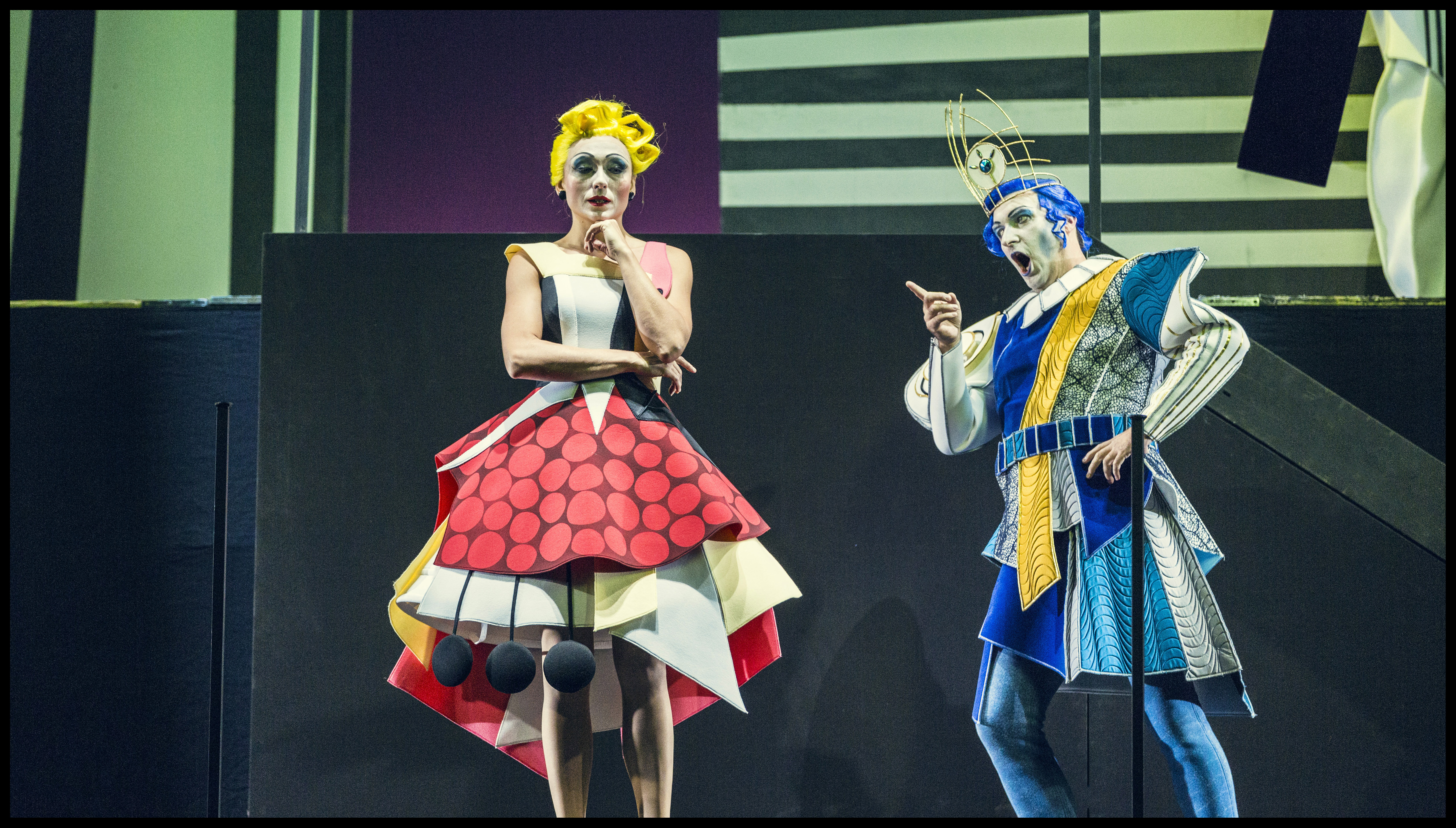
Olga Jelínková v titulní roli opery Carla Orffa Chytračka (Národní divadlo, 2016)

Debutovala v Jihočeském divadle v Českých Budějovicích (jako Rosina v Rossiniho Lazebníku sevillském). Pravidelně vystupovala v řadě českých divadel, např. v plzeňském Divadle J. K. Tyla, v Městském divadle v Brně, ve Slezském divadle v Opavě, v brněnském Národním divadle, v Divadle F. X. Šaldy v Liberci, v Národním divadle moravskoslezském v Ostravě, v Moravském divadle v Olomouci, ve Státní opeře Praha.
Od roku 2014 spolupracuje s pražským Národním divadlem. Od roku 2015 byla v angažmá v Moravském divadle Olomouc.
V zahraničí vystupovala např. v Polsku, Německu, Japonsku, Belgii, USA, Jižní Koreji.
Od sezony 2017/2018 byla stálým hostem Saarländisches Staatstheater v německém Saarbrückenu, od sezony 2018/2019 je zde ve stálém angažmá jako sólistka.

### Koncertní činnost
Vystupuje s varhaníkem Alešem Bártou, s orchestrem Atlantis pod vedením Vítězslava Podrazila a se souborem Collegium českých filharmoniků. Spolupracovala také se Symfonickým orchestrem hl. města Prahy FOK a se souborem Baroque Jazz Quinted a s Ensemble Martinů.
V koncertním repertoáru má řadu písní světových i českých autorů mj.: W. A. Mozart, M. P. Musorgskij, C. Debussy, F. M. Bartholdy, F. Schubert, J. Brahms, M. Ravel, A. Dvořák, B. Martinů, L. Janáček, P. Eben, W. Wagner, J. Křička a také písní duchovních (J. S. Bach, G. F. Händel, Ant. Vivaldi, J. J. Ryba, F. Schubert, W. A. Mozart, L. Bernstein, Ant. Dvořák, G. Bizet, Ch. Gounod aj.)

### Opereta, muzikály
Kromě operních rolí má nastudovánu také řadu rolí operetních a muzikálových (např. J. Strauss: Netopýr – role Adély a Rosalindy; O. Nedbal: Polská krev, F. Lehár: Veselá vdova).

## Ocenění
- 2000 2. cena na Duškově soutěži hudební mládeže
- 2001, 2005 čestné uznání na Mezinárodní pěvecké soutěži Antonína Dvořáka v Karlových Varech v oboru opera
- 2008 vítězka pěvecké soutěže Ad honorem Mozart na pražské Bertramce
- 2009 vítězka pěvecké soutěže International Pustina Competition ve Žďáru nad Sázavou
- 2010 širší nominace na Cenu Thálie
- 2011 finalistka pěvecké soutěže Concorso di canto lirico internazionale per cantanti lirici – Giacomo Puccini v italské Lucce
- 2011 1. cena na Mezinárodní pěvecké soutěži Antonína Dvořáka v Karlových Varech
- 2015 Cena hudebního serveru Opera Plus jako nejlepší operní pěvkyně Česka
- 2015 užší nominace na Cenu Thálie za mimořádný jevištní výkon za titulní roli v opeře Slavík Igora Stravinského
- 2016 Cena diváků Moravského divadla Olomouc v kategorii ženský jevištní výkon

## Operní repertoár, výběr

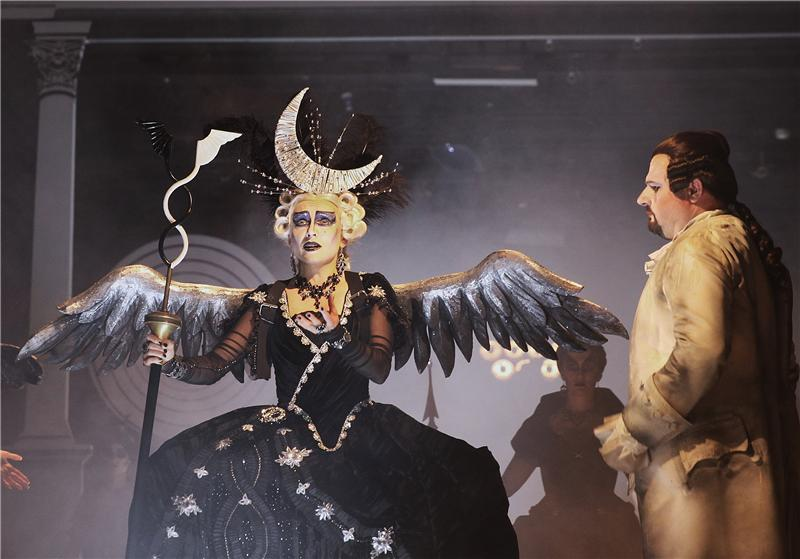
Olga Jelínková jako Královna noci v opeře W. A. Mozarta Kouzelná flétna (Stavovské divadlo, 2015)

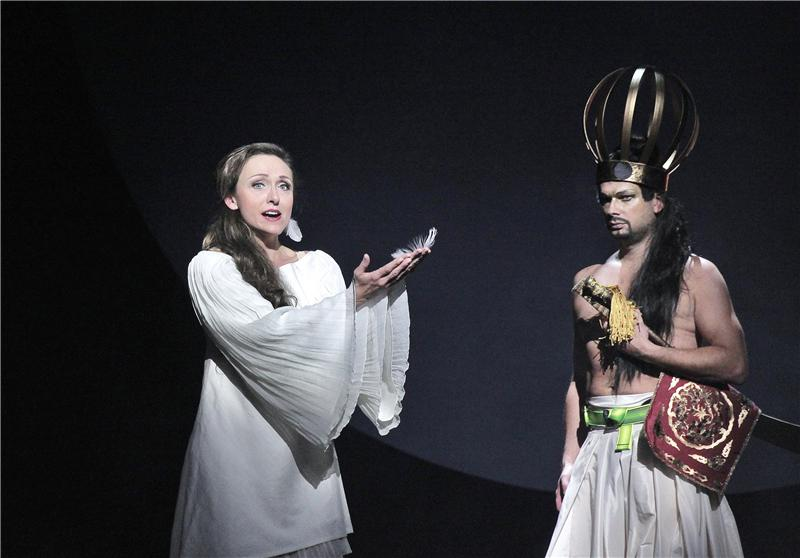
Olga Jelínková v titulní roli opery Igora Stravinského Slavík (Národní divadlo, 2015)

- Giacomo Puccini: Turandot (Liu), La bohéme (Musette)
- Vincenzo Bellini: Norma (Norma), La Sonnambula (Amina), I Puritani (Elvira)
- Gioacchino Rossini: Lazebník sevillský (Rosina), Vilém Tell (Matylda)
- Bedřich Smetana: Hubička (Barče), Dvě vdovy (Karolina)
- Antonín Dvořák: Jakobín (Terinka), Rusalka (Rusalka)
- Leoš Janáček: Její pastorkyňa (Jenůfa)
- Bohuslav Martinů: Ariadne (Ariadne), Voják a tanečnice (Fenicie)
- Giuseppe Verdi: La Traviata (Violetta), Rigoletto (Gilda), Falstaff (Nanetta) aj.
- Georges Bizet: Carmen (Micäela)
- W. A. Mozart: Zaide (Zaide), Kouzelná flétna (Královna noci, Pamina), Únos ze serailu (Konstance, Blonda), Don Giovanni (Zerlina, Elvira), Figarova svatba (Susanna), Idomeneo (Illia) aj.
- Charles Gounod: Faust (Markétka), Romeo a Julie (Julie)
- Léo Delibes: Lakmé (Lakmé)
- Carl Maria von Weber: Čarostřelec (Anička)
- Jacques Offenbach: Hoffmannovy povídky (Olympia, Antonia), Orfeus v podsvětí (Eurydika)
- Leonard Bernstein: Candide (Cunegonde)

## Provedení operních rolí v ČR, výběr
- 2011 W. A. Mozart: Únos ze serailu, Konstance (j. h.), Stavovské divadlo, režie Joël Lauwers
- 2014 Josef Mysliveček: Olimpiade, Megacle (j. h.), Stavovské divadlo, režie Ursel Herrmann
- 2014 W. A. Mozart : Così fan tutte, Despina, Slezské divadlo Opava
- 2015 Jacques Offenbach: Hoffmannovy povídky, Olympia, Divadlo J. K. Tyla Plzeň
- 2015 Igor Stravinskij: Slavík, Slavík (j. h.), Národní divadlo, režie Dominik Beneš
- 2015 W. A. Mozart: Kouzelná flétna, Královna noci (j. h.), Stavovské divadlo, režie Vladimír Morávek
- 2015 Jacques Offenbach: Hoffmannovy povídky, Olympia, Divadlo F. X. Šaldy Liberec
- 2016 Maurice Ravel: Dítě a kouzla, Oheň, Princezna, Slavík, Jihočeské divadlo České Budějovice, režie SKUTR (Lukáš Trpišovský, Martin Kukučka)
- 2016 Carl Orff: Chytračka, Chytračka, Národní divadlo, režie Jiří Nekvasil
- 2016 Rudolf Piskáček: Perly panny Serafínky, Panna Serafínka, její dcera, Moravské divadlo Olomouc, režie Dagmar Hlubková
- 2016 W. A. Mozart: Kouzelná flétna, Královna noci, Moravské divadlo Olomouc, režie Roman Vencl, Michaela Doležalová
- 2016 Giacomo Puccini: Bohéma, Musetta, Moravské divadlo Olomouc, režie Andrea Hlinková
- 2017 Franz Lehár: Země úsměvů, Líza, jeho dcera, Moravské divadlo Olomouc, režie Karel Melichar Skoumal
- 2017 Oskar Nedbal: Vinobraní, Julja Lella, Moravské divadlo Olomouc, režie Roman Vencl, Michaela Doležalová
- 2017 Giuseppe Verdi: Ernani, Elvíra, jeho neteř a snoubenka, Moravské divadlo Olomouc, režie Karla Štaubertová
- 2018 D. D. Šostakovič: Lady Macbeth Mcenského újezdu, Axiňja, příručí u Izmailova, Trestankyně, Národní divadlo moravskoslezské, režie Jiří Nekvasil

## Význačná zahraniční vystoupení, výběr
- 2010 Georges Bizet: Carmen, Micäela, Opera v Soulu (Jižní Korea) (se souborem Státní opery Praha)
- 2016 Antonín Dvořák: Dimitrij, Xenie, koncertní provedení s Boston Philharmonic Orchestra, dirigent Gil Rose, Odyssey Opera Boston (USA)[7]
- 2017 Gustav Mahler: IV. Symfonie, koncertní provedení s Flanders Symphony Orchestra (Belgie), dirigent Jan Latham-Koenig
- 2017 W. A. Mozart: Kouzelná flétna, Královna noci, Saarländisches Staatstheater (Německo)
- 2018 Giuseppe Verdi: Ernani“, Elvira, Nationaltheater Mannheim (Německo)
- 2018 Giuseppe Verdi: La Traviata, Violetta Valery, Saarländisches Staatstheater (Německo)[8]

## Filmografie
- 2011 Aplaus, režie Jaroslav Brabec (Olga Jelínková nazpívala hlas hlavní hrdinky)[9]

## Nahrávky, výběr
- 2005 spolupráce na natočení CD pro dánskou firmu Classico (árie A. Dvořáka, G. Verdiho a G. Pucciniho)
- Quis? (písňový cyklus Zdeňka Lukáše pro soprán a violu), Český rozhlas (s violistkou Jitkou Hosprovou)
- První touhy (písňový cyklus Jaroslava Křičky), Český rozhlas (s klavíristou Eduardem Spáčilem)
- 2011 Voice on Canvas (písňový cyklus Jana Jiráska), Český rozhlas (s klavíristou Martinem Levickým)